# Ferrovia locale
Ferrovia locale è un romanzo scritto da Carlo Cassola tra il 1966 e il 1967 pubblicato da Einaudi nel 1968. 

## Trama
Dino è un ferroviere che conduce un treno merci della linea San Vincenzo, Campiglia e Orbetello e che, durante il solito viaggio, osserva tutto quello che sfila sotto i suoi occhi: le case di periferia, i passaggi a livello, gli orti, i bucati stesi, un uomo che lavora nei campi, la giovane sposa di un capostazione. Da questo punto si snodano parallelamente tutti i frammenti di storia che compongono il romanzo.
Vi è la storia di Anna, un'adolescente dal carattere già deciso, che va incontro con serietà e curiosità ai fatti della vita nelle persone che le stanno accanto: la cugina Gabriella, Irma la servetta della sua stessa età, il ragazzo pensionante. 
La storia di Diego, il capostazione di Orciano che ha scarsa salute e che ha sposato da poco tempo la giovane popolana Dina. La storia di Delia e Mario che hanno una figlia che sta preparandosi per la Comunione e un ragazzo ormai grande. La storia di due sposi non più in tenera età, che si vogliono bene e che ricordano con nostalgia le vicende trascorse insieme: il fidanzamento, il matrimonio, la nascita dei figli. La storia di Luigi e Adriana che attendono ansiosi la nascita del primo figlio.
La storia di Annina rimasta vedova che non riesce a prendere la decisione di risposarsi. La storia di Emilio, il cognato di Dino, che ama sinceramente la moglie Rina, tanto più giovane di lui e che lo fa disperare. La storia di tre ragazze: Bruna, la figlia del casellante che si lascia andare con il figlio del macellaio e con altri uomini, Vilma che si dispera perché deve lasciare Cecina per trasferirsi a Buenos Aires e Marisa che invece non aspetta altro che il momento di andare via e di cambiare.
La storia del dottor Cannizzi, medico condotto, che sente il peso della solitudine e il dispiacere di avere una figlia illegittima e la storia del signor Mannoni ormai ritiratosi dal commercio che trascorre amaramente gli ultimi anni della sua vita.
Il romanzo si chiude, dopo il racconto di queste e altre più minute storie, come all'inizio, con il ferroviere Dino che rientra a casa dopo trentasei ore di servizio

## Edizioni
- Carlo Cassola, Ferrovia locale, Einaudi, 1968.